# Nen ni wa Nen / Survivor
Singles de Kobushi Factory
Dosukoi! Kenkyo ni Daitan / Ramen Daisuki Koizumi-san no Uta / (...)
(2 sept. 2015)
Nen ni wa Nen / Survivor (念には念 / サバイバー) est le 1er et seul single dit « indépendant » du groupe japonais Kobushi Factory sort en 2015.

## Détails du single
Le single est mis en vente, en tant que single à double-face A, le 26 mars 2015 sur le label Up-Front Works en une seule édition, après la formation officielle du groupe en janvier précédent.
Il est vendu exclusivement à des spectacles de la scène musicale Week End Survivor dans laquelle jouent les membres du groupe d'idoles du 26 mars au 5 avril 2015 au Big Three Theater à Tokyo ; puis vendu lors des concerts de leur groupe sœur Morning Musume (où Kobushi Factory a participé en tant qu'invité), ainsi que dans la boutique officielle du Hello! Project et sur la boutique en ligne e-Line UP! à partir du 25 avril 2015.
Le CD contient seulement les deux chansons principales et leurs versions instrumentales. Le DVD comporte des chansons issues de la comédie musicale Week End Survivor.
La chanson Nen ni wa Nen est écrite et composée par Abesho (Shota Abe) et arrangée par Shunsuke Suzuki ; elle figurera dans le 1er single dit « major » du groupe quelques mois plus tard sous une version remaniée (et sera renommée). Tandis que la chanson Survivor sont écrites par Yoshinari Ota, composée et arrangée par Shunsuke Wada.
Les deux chansons sont retenues pour figurer plus d'un an plus tard dans le premier album Kobushi Sono Ichi, en novembre 2016.

## Formation
Membres créditées sur le single :
- Ayaka Hirose
- Rio Fujii
- Minami Nomura
- Rena Ogawa
- Ayano Hamaura
- Natsumi Taguchi
- Sakurako Wada
- Rei Inoue

## Listes des titres
| 1. | Nen ni wa Nen (念には念)     |  |
| 2. | Survivor (サバイバー)        |  |
| 3. | Nen ni wa Nen (Instrumental) |  |
| 4. | Survivor (Instrumental)      |  |

| 1. | Nen ni wa Nen (Live Music Video)                                     |  |
| 2. | Survivor (REC & Dance Shot)                                          |  |
| 3. | "Nen ni wa Nen / Survivor" Offshot Movie                             |  |
| 4. | Engeki Joshibu Musical "Week End Survivor" Pamphlet Interview Digest |  |